# Andersfors
Andersfors är en herrgård och ett nedlagt järnbruk i Nordanstigs kommun i Hälsingland. I dag fungerar herrgården som ett behandlingshem för pojkar 13 - 20 år med i huvudsak grava psykosociala problem. Behandlingsmetodik är kognitiv psykoterapi.